# Burni Arul Relem
Burni Arul Relem är ett berg i Indonesien.   Det ligger i provinsen Aceh, i den västra delen av landet, 1 500 km nordväst om huvudstaden Jakarta. Toppen på Burni Arul Relem är 2 019 meter över havet, eller 94 meter över den omgivande terrängen. Bredden vid basen är 2,0 km.
Terrängen runt Burni Arul Relem är varierad.  Trakten runt Burni Arul Relem är nära nog obefolkad, med mindre än två invånare per kvadratkilometer. I omgivningarna runt Burni Arul Relem växer i huvudsak städsegrön lövskog.